# 小谷野栄一
小谷野 栄一（こやの えいいち、1980年10月10日 - ）は、東京都江東区出身の元プロ野球選手（内野手）。右投右打。
愛称は「栄ちゃん」。

## 来歴

### プロ入り前
リトルシニアリーグでは江戸川区の江戸川南リトルリーグに所属。松坂大輔とチームメイトだった。創価高校3年春（1998年）に甲子園（第70回選抜大会）に出場し、2回戦で上重聡を擁するPL学園高校に完封負けを喫し、自身は3番二塁手でフルイニング出場、4打数無安打だった。
創価大学に内部進学し、1年秋からレギュラーとして出場した。1年時の明治神宮野球大会では青山学院大学と対戦し、石川雅規から6打数3安打（再試合を含む）を記録した。4年時の大学選手権では早稲田大学の和田毅から4安打を放った。3、4年時には同大学の臨時コーチとして迎えられた山内一弘の指導を受けていた。4年生では日米大学野球選手権大会の日本代表選手としても活躍。公式戦通算打率.343、打点53、ベストナインを4度、最多打点を2度獲得。大学の同級生に金森久朋がいる。
2002年のドラフト会議で日本ハムファイターズから5位指名を受け入団。背番号は53。

### 日本ハム時代

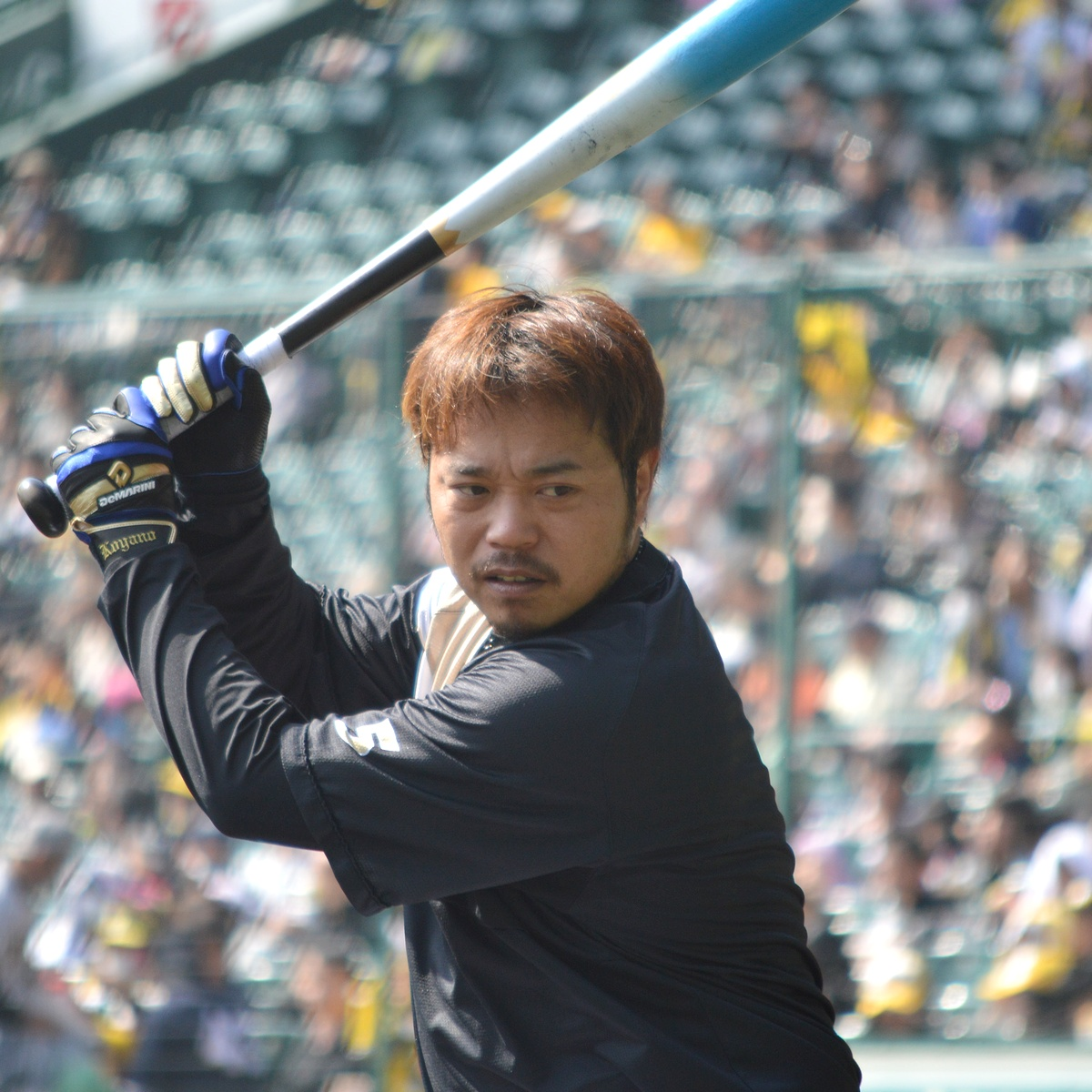
日本ハム時代（2013年）

2003年、二軍で打率.303、イースタン・リーグ最多の111安打、チームトップの14本塁打で終盤に一軍昇格し、プロ初出場・初安打。
2004年、5月23日の近鉄戦で打ったプロ3本目の安打は初の適時打かつサヨナラ安打であり、このとき挙げた打点が初打点だった。
2005年、背番号を31に変更する。5月に一軍に再昇格し、6月の阪神タイガース戦でプロ初本塁打を記録。9月の札幌ドームでの試合前に新庄剛志、森本稀哲、稲葉篤紀、石本努との5名で同じデザインのかぶりもの（新庄の顔を模った仮面で「SHINJO5」と命名）を被り、ユニフォームも全員で「背番号：1、背ネーム：SHINJO」のものを着用してシートノックを受けるというパフォーマンスを披露した。二塁手で6試合、左翼手で15試合、一塁手で20試合に起用され、長打力だけでなくユーティリティーぶりもアピールした。
2006年、外野手登録となる。この年の6月、イースタン・リーグの試合でパニック障害を発症した（詳細後述）。一軍では先発出場は4試合のみで打率は1割台だった。二軍では打率.295、5本塁打を記録した。
2007年、開幕二軍スタートも4月14日に一軍昇格。セ・パ交流戦では6月23日の対阪神タイガース戦で優勝を決める決勝本塁打を放つなど、再三の殊勲打を放つ活躍を見せた。9月9日には勝負強さを買われてプロ入り後初となる四番で先発出場するなど、1、2番以外のすべての打順で出場した（他の年には二番打者としての先発出場があり、一番以外の全ての打順で先発出場を経験している）。三塁手として87試合、一塁手として45試合、左翼手として12試合で起用され、中盤以降は三塁手のレギュラーに定着。
2008年、初めて開幕戦に先発出場するも開幕当初は不振でケガもあったが、その後徐々に調子を上げてきた。得点圏打率が3割を超え、60打点を挙げた。特に埼玉西武ライオンズとの対戦では打率3割、本塁打3、打点10、得点圏打率5割と勝負強さを発揮した。
2009年、序盤は4番を務め、その後6番・三塁手のレギュラーに定着し、初めて規定打席に到達した。9月まで打率3割をキープし、最終的には.296に終わったが、初球時の打率が.425と高く、初の二桁本塁打（11本）、リーグ6位の157安打、リーグ7位の82打点を記録した。シーズン中は本塁打を打った全ての試合で勝利した（日本シリーズ第3戦でも本塁打を打ったが、この試合では敗戦）。守備面では三塁手で134試合、一塁手で43試合に出場し、試合終盤に三塁から一塁へ移る場面がよく見られた。三塁守備でこの年リーグトップの守備率.982を残し、自身初のゴールデングラブ賞を受賞した。
2010年、4月は打率.238、OPS.588と不振にあえいだが、5月以降は打率.331、OPS.874と徐々に調子を上げ、8月には打率.364、2本塁打、29打点、OPS.908の活躍で月間MVPを獲得した。シーズンを通して左投手に対して打率.370、OPS.970と結果を残した。主に4番に座り、チームで唯一全144試合に出場。最終的には自己最高となる打率.311、109打点、OPS.811をマークし、自身初の打撃タイトルとなる最多打点を獲得。ゴールデングラブ賞とベストナインにも選出された。オフの契約更改では1億円プレーヤーに到達。また札幌ドームで優秀な成績を収めた選手に贈られる、札幌ドームMVP賞を受賞した。
2011年、オープン戦で死球を受けて右手首を骨折し、さらに5月24日の横浜ベイスターズ戦で走塁中に脚を負傷し戦線離脱するなど故障に苦しむシーズンとなった。復帰後も不振が続き、リーグワーストの打率.237、同じくワースト2位の15失策を記録するなど攻守に精彩を欠いた。11月18日、タレントの亜咲美と結婚することを発表。
2012年、高校の先輩に当たる栗山英樹が監督となる。他の主力選手の休養などから2番打者としての出場が多くなり、他は5～8番と役回りがめまぐるしく変化したが、それに対応できず、持ち前の勝負強さが影を潜める。最終的に打率は定位置を確保した2007年以降では自己ワーストで、二年連続リーグワーストの.228に終わった。一方でリーグ最多の40犠打を記録し、守備では2年ぶりにゴールデングラブ賞を獲得した。11月には右肘を手術した。
2013年、開幕は3番で迎え、その後は主に5、6番を任された。打率は2011年、2012年から持ち直したが、出塁率はリーグワースト3位、守備ではリーグワーストの19失策だった。シーズン中に国内FA権を取得したが、行使せず残留した。
2014年、それまで左翼手として出場していた中田翔が三塁手に再転向。オープン戦では主に一塁の守備に就いた。しかし、中田の守備が安定せず、その影響で打撃不振に陥ったこともあり、終盤には「レフト中田・サード小谷野」という昨シーズンまでの守備位置に戻った。3月28日の開幕戦は「6番・サード｣で先発出場、延長12回裏・一死満塁の場面で、レフト前にサヨナラタイムリーを放った。5月1日の西武戦で本塁でのクロスプレーで相手選手と交錯し、右膝副靭帯損傷により約2ヶ月ほど離脱した。さらに、離脱期間中に三塁手を務めた近藤健介が小谷野の復帰後も引き続き三塁手で起用されるなど、打率は.296を記録するも出場試合数は84試合に留まった。シーズン終了後にフリーエージェント権を行使。日本ハムからの残留要請に加え、西武、オリックス・バファローズが獲得の意向を示したが、パニック障害発症から小谷野を支え続けた福良淳一を慕ってオリックスへ移籍。3年契約3億円で契約した。

### オリックス時代

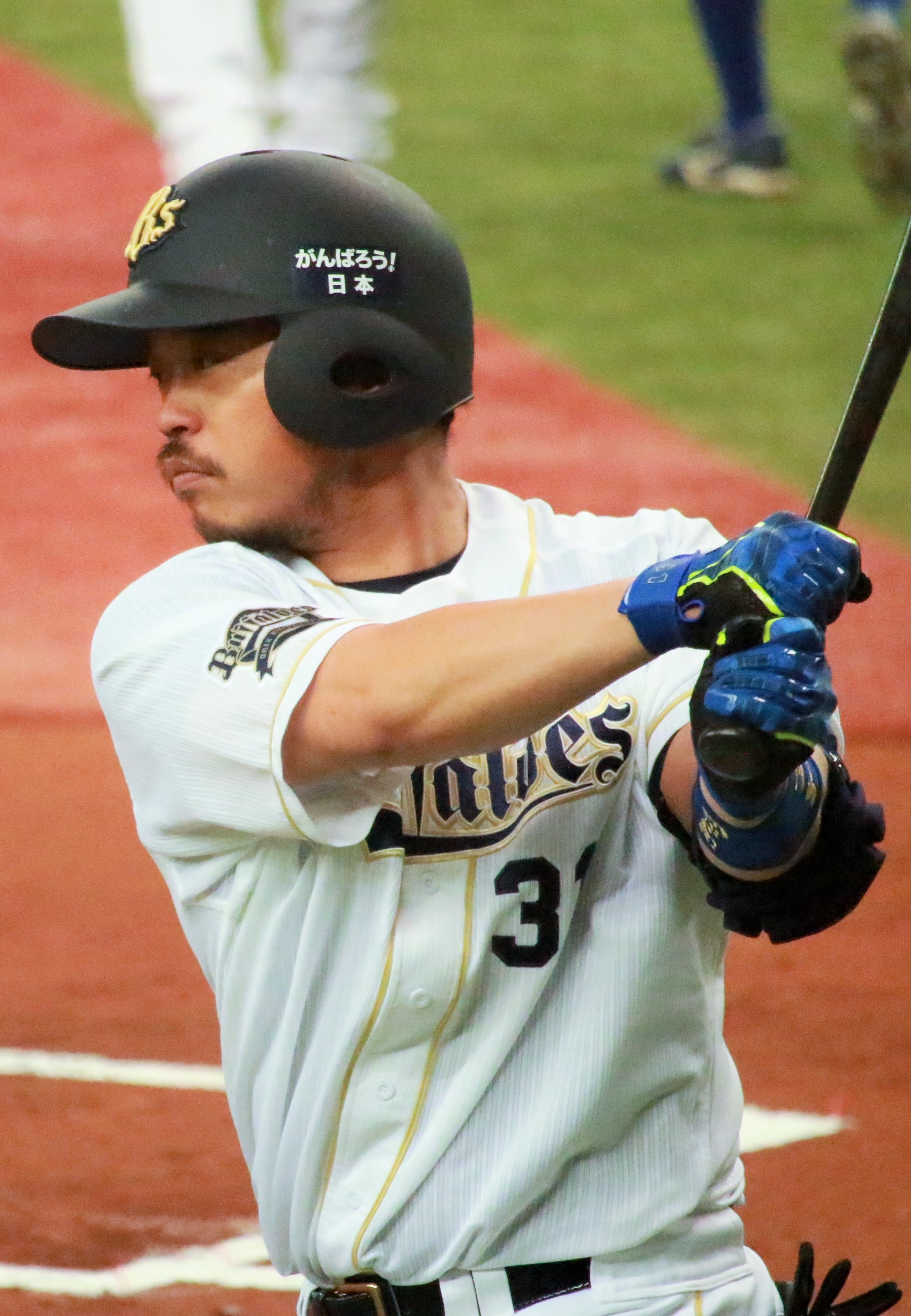
オリックス選手時代（2015年3月5日、京セラドーム大阪にて）

2015年、開幕戦を7番三塁手でスタメン出場した。その後も三塁手や一塁手としてスタメン出場を重ねるが、左脚を痛めた影響で5月7日に登録抹消。一旦復帰するが、6月2日のDeNA戦で左脚の痛みが再発し、左太腿裏肉離れで翌日に抹消となった。シーズン終盤に復帰し、前述したケガの影響から56試合の出場に終わったが、打率は.295を記録した。
2016年、3月25日の埼玉西武ライオンズとの開幕戦は2番一塁手でスタメン出場した。4月19日の東北楽天ゴールデンイーグルス戦（東京ドーム）で延長11回の決勝ホームランを含む2本のホームランを打った。6月12日のDeNA3回戦の2回裏、走塁中に左太ももの肉離れを起こし、6月13日に登録抹消された。以降は一軍登録がないままシーズンを終え、50試合の出場にとどまった。
2017年、正三塁手として自身4年ぶりの130試合出場500打席到達、規定打席到達、シーズン成績は打率.277、6本塁打、47打点を記録した。打率はリーグ9位、主に三塁手として出場した選手中リーグ最高であった。700万円減額の単年6,300万円で更改。
2018年は開幕当初こそ好調だったが、打撃不振に陥るとシーズン2度目の抹消後「打ってやろうと思ったけど打てなかった。ファームでも動けなくて限界を感じた」として9月27日に現役引退を発表。奇しくも福良の監督退任と時を同じくしてユニフォームを脱ぐことになった。10月5日のチーム最終試合の福岡ソフトバンクホークス戦（京セラドーム大阪）が引退試合となり、9回裏2死から伏見寅威の代打で出場し森唯斗と対戦。オリックス・日本ハム時代の応援歌が交互に鳴り響く中、遊ゴロを放ってチームの同年最終打者となった。試合後には引退セレモニーが行われ、福良から花束を贈られた際には揃って涙を堪えきれなくなる場面もあった。

### 引退後
同期の松坂世代である平石洋介の誘いで2019年より東北楽天ゴールデンイーグルスの一軍打撃コーチに就任することが発表された。しかし、同年限りで平石が監督業を解かれ、小谷野も退団した。
2020年シーズンからはオリックスの二軍打撃コーチを務め、同年8月21日に二軍野手総合コーチへ配置転換。2021年は、コーチに一軍・二軍の区別が無くなり、野手総合兼打撃コーチに就任した。
2024年シーズン限りでオリックスを退団。2025年シーズンからは阪神タイガースの打撃チーフコーチに就任した。背番号は83。

## 選手としての特徴
森本稀哲は上原浩治の公式YouTubeチャンネルにて、松坂世代ベストナインの一塁手として小谷野の名前を挙げている。

### 打撃

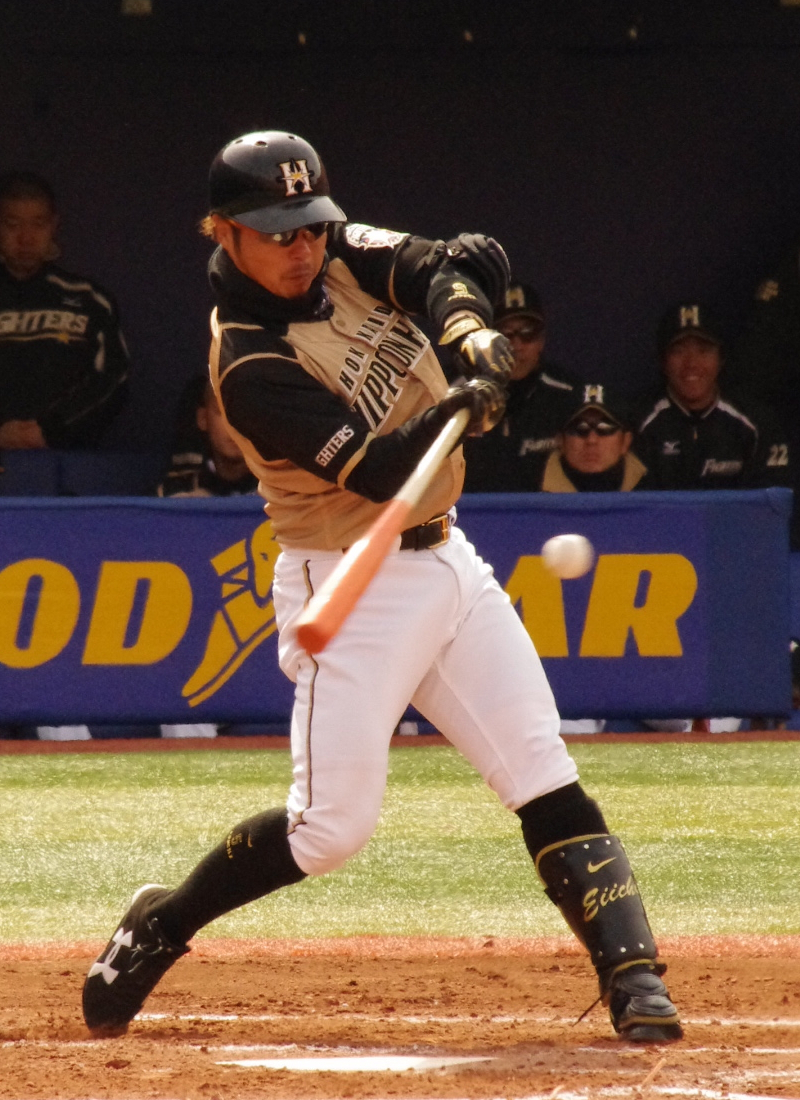
小谷野のスイング（2012年）

2010年にはボール球のスイング率が20パーセントを越えるなど選球眼には欠けるものの、打撃では弱点が少なく、外角球を右方向に運ぶ技術も備える。2007年から2010年まで得点圏打率.294を記録しており、特に2010年には同.350を残した勝負強い打撃も持ち味とする。日本ハム時代は二塁打が多く、中距離打者としてのイメージが定着していた。バントなどの小技も巧み。

### 守備・走塁
内野と外野の両方を守れるユーティリティープレイヤーで、入団時は内野手登録。2006年から外野手として登録されたが、2008年からは再び内野手登録となり、2009年以降は本職を三塁手とし、しばしば一塁手として出場している。
2009年から2年連続でゴールデングラブ賞を獲得した三塁守備は打球反応が良く、フライの処理に優れるが、翌2011年は三塁守備でリーグワースト2位の15失策を記録しており、2013年にはリーグワーストの19失策を記録した。
一塁到達まで4.37秒と足も遅くなく、時折盗塁もマークする脚力があるが、通算の盗塁成功率は67パーセントと低い。

## 人物
日本ハム時代の2006年6月にパニック障害を患い、7月からは打席に立てないどころか練習参加すらままならず、寮にこもる生活が続いた。小谷野を心配した球団は帰郷療養を勧め、この間、創価大学野球部の岸雅司監督（当時）の元を訪ね、創価学会の機関紙聖教新聞のスクラップや書き写しにも励んだ。
当時の二軍監督代行だった福良淳一は「何分かかってもいいから、何回タイムをかけてもいいから、とにかくバッターボックスに入ってみよう。まずはそこから始めてみたらどうだ？ 審判から怒られたら、俺が謝れば済む話だから」と、この年のフェニックス・リーグに小谷野を帯同させ、選手たち（小谷野は「特に世話になった同僚」に高口隆行や川島慶三を挙げている）も、試合中に発作の出る小谷野を支えた。周囲の理解もあって試合に復帰できるほどになった小谷野は、コーチに転身した後も、パニック障害と付き合いながら活動している。
パニック障害発症後は、予め試合中に吐くことが分かっているので、試合前の食事は取らないようにしている。

## 詳細情報

### 年度別打撃成績
| 年 度      | 球 団      | 試 合 | 打 席 | 打 数 | 得 点 | 安 打 | 二 塁 打 | 三 塁 打 | 本 塁 打 | 塁 打 | 打 点 | 盗 塁 | 盗 塁 死 | 犠 打 | 犠 飛 | 四 球 | 敬 遠 | 死 球 | 三 振 | 併 殺 打 | 打 率 | 出 塁 率 | 長 打 率 | O P S |
| ---------- | ---------- | ----- | ----- | ----- | ----- | ----- | -------- | -------- | -------- | ----- | ----- | ----- | -------- | ----- | ----- | ----- | ----- | ----- | ----- | -------- | ----- | -------- | -------- | ----- |
| 2003       | 日本ハム   | 4     | 9     | 8     | 0     | 1     | 0        | 0        | 0        | 1     | 0     | 0     | 0        | 0     | 0     | 1     | 0     | 0     | 1     | 0        | .125  | .222     | .125     | .347  |
| 2004       | 日本ハム   | 18    | 37    | 33    | 5     | 3     | 1        | 0        | 0        | 4     | 2     | 0     | 0        | 1     | 0     | 2     | 0     | 1     | 9     | 0        | .091  | .167     | .121     | .288  |
| 2005       | 日本ハム   | 48    | 101   | 95    | 11    | 22    | 4        | 0        | 3        | 35    | 15    | 1     | 0        | 1     | 0     | 5     | 0     | 0     | 26    | 4        | .232  | .270     | .368     | .638  |
| 2006       | 日本ハム   | 17    | 26    | 21    | 0     | 3     | 0        | 0        | 0        | 3     | 1     | 0     | 0        | 3     | 0     | 2     | 0     | 0     | 6     | 1        | .143  | .217     | .143     | .360  |
| 2007       | 日本ハム   | 113   | 398   | 364   | 39    | 92    | 12       | 1        | 5        | 121   | 37    | 5     | 1        | 10    | 4     | 16    | 0     | 4     | 57    | 6        | .253  | .289     | .332     | .621  |
| 2008       | 日本ハム   | 120   | 425   | 379   | 32    | 95    | 21       | 1        | 6        | 136   | 60    | 0     | 0        | 9     | 6     | 29    | 1     | 2     | 83    | 6        | .251  | .303     | .359     | .662  |
| 2009       | 日本ハム   | 138   | 581   | 530   | 65    | 157   | 33       | 4        | 11       | 231   | 82    | 7     | 1        | 16    | 2     | 27    | 3     | 6     | 95    | 21       | .296  | .336     | .436     | .772  |
| 2010       | 日本ハム   | 144   | 614   | 569   | 73    | 177   | 41       | 0        | 16       | 266   | 109   | 8     | 3        | 6     | 7     | 29    | 2     | 3     | 87    | 17       | .311  | .344     | .467     | .811  |
| 2011       | 日本ハム   | 129   | 525   | 473   | 43    | 112   | 21       | 1        | 5        | 150   | 47    | 1     | 1        | 6     | 7     | 35    | 1     | 4     | 90    | 17       | .237  | .291     | .317     | .608  |
| 2012       | 日本ハム   | 134   | 550   | 478   | 31    | 109   | 20       | 1        | 3        | 140   | 39    | 6     | 2        | 40    | 1     | 27    | 0     | 4     | 72    | 8        | .228  | .275     | .293     | .568  |
| 2013       | 日本ハム   | 139   | 559   | 512   | 37    | 141   | 23       | 1        | 3        | 175   | 46    | 2     | 5        | 8     | 10    | 26    | 0     | 3     | 77    | 9        | .275  | .309     | .342     | .651  |
| 2014       | 日本ハム   | 84    | 274   | 243   | 22    | 72    | 14       | 0        | 4        | 98    | 29    | 0     | 1        | 5     | 1     | 22    | 1     | 3     | 40    | 4        | .296  | .361     | .403     | .764  |
| 2015       | オリックス | 56    | 206   | 183   | 19    | 54    | 9        | 0        | 4        | 75    | 22    | 0     | 1        | 5     | 2     | 13    | 1     | 3     | 22    | 7        | .295  | .348     | .410     | .758  |
| 2016       | オリックス | 50    | 189   | 177   | 14    | 44    | 6        | 0        | 4        | 62    | 13    | 1     | 0        | 8     | 0     | 3     | 0     | 1     | 30    | 3        | .249  | .265     | .350     | .615  |
| 2017       | オリックス | 130   | 506   | 470   | 41    | 130   | 14       | 1        | 6        | 164   | 47    | 0     | 0        | 3     | 2     | 28    | 0     | 3     | 60    | 13       | .277  | .320     | .349     | .669  |
| 2018       | オリックス | 70    | 258   | 230   | 19    | 48    | 9        | 0        | 1        | 60    | 17    | 0     | 0        | 4     | 0     | 22    | 1     | 2     | 41    | 4        | .209  | .283     | .261     | .544  |
| 通算：16年 | 通算：16年 | 1394  | 5258  | 4765  | 451   | 1260  | 228      | 10       | 71       | 1721  | 566   | 31    | 15       | 125   | 42    | 287   | 10    | 39    | 796   | 120      | .264  | .309     | .361     | .670  |

- 各年度の太字はリーグ最高

### 年度別守備成績
| 年 度 | 球 団      | 一塁  | 一塁  | 一塁  | 一塁  | 一塁  | 一塁     | 二塁  | 二塁  | 二塁  | 二塁  | 二塁  | 二塁     | 三塁  | 三塁  | 三塁  | 三塁  | 三塁  | 三塁     | 外野  | 外野  | 外野  | 外野  | 外野  | 外野     |
| 年 度 | 球 団      | 試 合 | 刺 殺 | 補 殺 | 失 策 | 併 殺 | 守 備 率 | 試 合 | 刺 殺 | 補 殺 | 失 策 | 併 殺 | 守 備 率 | 試 合 | 刺 殺 | 補 殺 | 失 策 | 併 殺 | 守 備 率 | 試 合 | 刺 殺 | 補 殺 | 失 策 | 併 殺 | 守 備 率 |
| ----- | ---------- | ----- | ----- | ----- | ----- | ----- | -------- | ----- | ----- | ----- | ----- | ----- | -------- | ----- | ----- | ----- | ----- | ----- | -------- | ----- | ----- | ----- | ----- | ----- | -------- |
| 2003  | 日本ハム   | -     | -     | -     | -     | -     | -        | 3     | 7     | 5     | 0     | 1     | 1.000    | -     | -     | -     | -     | -     | -        | -     | -     | -     | -     | -     | -        |
| 2004  | 日本ハム   | 2     | 7     | 1     | 1     | 0     | .889     | 10    | 12    | 11    | 0     | 3     | 1.000    | 2     | 1     | 0     | 0     | 0     | 1.000    | -     | -     | -     | -     | -     | -        |
| 2005  | 日本ハム   | 20    | 70    | 5     | 0     | 7     | 1.000    | 6     | 8     | 0     | 0     | 3     | 1.000    | -     | -     | -     | -     | -     | -        | 15    | 15    | 1     | 0     | 0     | 1.000    |
| 2006  | 日本ハム   | 1     | 2     | 0     | 0     | 0     | 1.000    | -     | -     | -     | -     | -     | -        | -     | -     | -     | -     | -     | -        | 4     | 8     | 1     | 0     | 0     | 1.000    |
| 2007  | 日本ハム   | 45    | 185   | 10    | 0     | 13    | 1.000    | -     | -     | -     | -     | -     | -        | 87    | 40    | 146   | 3     | 18    | .984     | 12    | 17    | 1     | 0     | 0     | 1.000    |
| 2008  | 日本ハム   | 70    | 262   | 16    | 0     | 25    | 1.000    | -     | -     | -     | -     | -     | -        | 72    | 28    | 81    | 4     | 8     | .965     | 36    | 54    | 2     | 0     | 0     | 1.000    |
| 2009  | 日本ハム   | 43    | 103   | 6     | 0     | 7     | 1.000    | -     | -     | -     | -     | -     | -        | 134   | 88    | 233   | 6     | 22    | .982     | -     | -     | -     | -     | -     | -        |
| 2010  | 日本ハム   | 9     | 15    | 0     | 1     | 2     | .938     | -     | -     | -     | -     | -     | -        | 143   | 72    | 256   | 12    | 17    | .965     | -     | -     | -     | -     | -     | -        |
| 2011  | 日本ハム   | 8     | 26    | 2     | 0     | 4     | 1.000    | -     | -     | -     | -     | -     | -        | 127   | 70    | 216   | 15    | 16    | .950     | -     | -     | -     | -     | -     | -        |
| 2012  | 日本ハム   | 10    | 16    | 5     | 0     | 2     | 1.000    | -     | -     | -     | -     | -     | -        | 131   | 82    | 220   | 10    | 12    | .968     | -     | -     | -     | -     | -     | -        |
| 2013  | 日本ハム   | 41    | 101   | 6     | 1     | 5     | .991     | -     | -     | -     | -     | -     | -        | 132   | 89    | 203   | 18    | 17    | .942     | -     | -     | -     | -     | -     | -        |
| 2014  | 日本ハム   | 24    | 98    | 9     | 0     | 4     | 1.000    | -     | -     | -     | -     | -     | -        | 59    | 33    | 89    | 6     | 8     | .953     | -     | -     | -     | -     | -     | -        |
| 2015  | オリックス | 24    | 125   | 6     | 0     | 6     | 1.000    | -     | -     | -     | -     | -     | -        | 42    | 23    | 70    | 4     | 6     | .959     | -     | -     | -     | -     | -     | -        |
| 2016  | オリックス | 21    | 94    | 6     | 0     | 10    | 1.000    | -     | -     | -     | -     | -     | -        | 41    | 23    | 57    | 3     | 4     | .964     | -     | -     | -     | -     | -     | -        |
| 2017  | オリックス | 49    | 212   | 10    | 1     | 22    | .996     | -     | -     | -     | -     | -     | -        | 105   | 49    | 130   | 11    | 13    | .942     | -     | -     | -     | -     | -     | -        |
| 2018  | オリックス | 26    | 130   | 6     | 0     | 12    | 1.000    | -     | -     | -     | -     | -     | -        | 44    | 31    | 59    | 1     | 1     | .989     | -     | -     | -     | -     | -     | -        |
| 通算  | 通算       | 393   | 1446  | 88    | 4     | 119   | .997     | 19    | 27    | 16    | 0     | 7     | 1.000    | 1119  | 629   | 1760  | 93    | 142   | .963     | 67    | 94    | 5     | 0     | 0     | 1.000    |

- 各年度の太字はリーグ最高
- 太字年はゴールデングラブ賞受賞

### タイトル
- 打点王：1回（2010年）[注 1]

### 表彰
- ベストナイン：1回（三塁手部門：2010年）
- ゴールデングラブ賞：3回（三塁手部門：2009年、2010年、2012年）
- 月間MVP：1回（野手部門：2010年8月）
- 札幌ドームMVP：1回（野球部門：2010年）
- 日本シリーズ優秀選手賞：1回（2009年）

### 記録
初記録
- 初出場・初先発出場：2003年9月25日、対福岡ダイエーホークス28回戦（東京ドーム）、9番・二塁手で先発出場
- 初打席：同上、3回表に和田毅から中飛
- 初安打：2003年10月5日、対オリックス・ブルーウェーブ28回戦（Yahoo! BBスタジアム）、4回表に本柳和也から右前安打
- 初打点：2004年5月23日、対大阪近鉄バファローズ8回戦（東京ドーム）、9回裏に吉田豊彦から右越サヨナラ適時二塁打
- 初本塁打：2005年6月11日、対阪神タイガース5回戦（阪神甲子園球場）、6回表に橋本健太郎から中越ソロ
- 初盗塁：2005年8月23日、対西武ライオンズ15回戦（インボイスSEIBUドーム）、3回表に二盗（投手：山岸穣、捕手：田原晃司）

節目の記録
- 1000試合出場：2013年9月29日、対オリックス・バファローズ23回戦（京セラドーム大阪）、5番・三塁手で先発出場 ※史上460人目
- 1000本安打：2015年4月26日、対北海道日本ハムファイターズ6回戦（札幌ドーム）、5回表に大谷翔平から三塁内野安打 ※史上278人目

その他の記録
- シーズン本塁打20未満で打点100以上：2010年 ※史上2人目（1948年の藤村富美男〈大阪タイガース〉以来62年ぶり）[注 2]
- オールスターゲーム出場：1回（2010年）

### 背番号
- 53（2003年 - 2004年）[注 3]
- 31（2005年 - 2009年、2015年 - 2018年）
- 5（2010年 - 2014年）
- 83（2019年 - ）

### 登場曲
- AI 『It's show time』
- NYCCA 『Keep on trying』
- NYCCA 『NO.1』
- NYCCA & Def Tech 『grand slam』 - 友人である両グループが小谷野のために書き下ろした曲。[23]
- ハジ→ 『おまえに。』
- 山猿 『4Life』
- ONE OK ROCK 『American Girls』

## 関連情報

### 著書
- 『心で勝つ 技で勝つ』 - 2010年4月、潮出版社。池田大作が創価大学野球部に贈った言葉「心で勝て 次に技で勝て 故に 練習は実戦 実戦は練習」に由来する。
- 『自分らしく パニック障害と共に生きる』 - 2019年7月、潮出版社